# Artefact (audio)
Een artefact is een onbedoeld bijverschijnsel dat kan optreden bij (digitaal) opgenomen geluid. In digitaal bemonsterde audio (zogenaamde samples) kunnen verschillende typen artefacten voorkomen, waaronder:
- Artefacten veroorzaakt door een te lage bemonsteringsfrequentie. Vooral wanneer de bemonsteringsfrequentie lager is dan de Nyquist-frequentie, zullen artefacten optreden.
- Vervorming van het geluid door het toepassen van digitale datacompressie. Dit is met name het geval bij toepassing van een zogenaamde 'lossy' (verliesgevende) codec zoals de populaire MP3-standaard, waarbij een deel van de geluidsinformatie wordt verwijderd omwille van de data-omvang.
- Toevallige artefacten, bijvoorbeeld ontstaan door een opnamefout of doordat er iets is opgenomen wat niet de bedoeling was (overspraak, verkeerslawaai, een verkeerd gespeelde noot).